# Apfeltrester

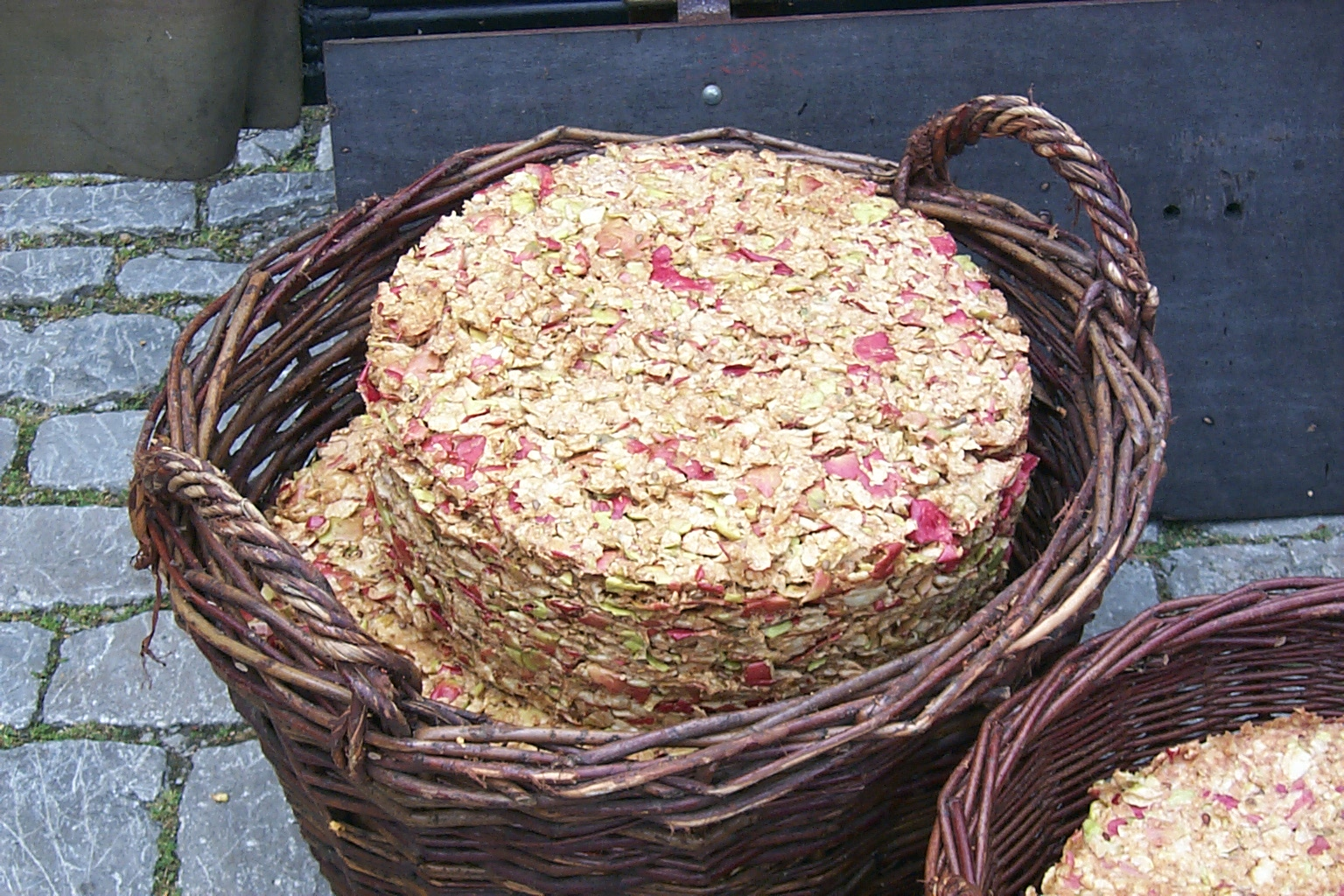
Trester von Äpfeln

Apfeltrester sind die Pressrückstände (Trester) bei der Herstellung von Apfelsaft.

## Zusammensetzung
Apfeltrester enthält nur wenig Mineralstoffe, Rohprotein und Rohfett. Der Restzuckergehalt schwankt entsprechend der Konzentration im Apfelsaft, ist aber verhältnismäßig hoch. Apfeltrester beginnen schon wenige Stunden nach dem Keltern zu gären.

Chemische Zusammensetzung von Apfeltrester

## Verwendung
Apfeltrester werden häufig als Raufutterersatz zur Fütterung von Milchkühen und anderen Nutztieren verwendet, da es ein ballaststoff- und rohfaserreiches Frischfutter ist. Außerdem sind sie feinkrümelig und damit gut silierbar. Infolge steigender Trocknungskosten und sinkender Getreidepreise ist jedoch der Absatz getrockneter Trester als Futtermittel in Zukunft nicht sicher.  
Zudem wird der Apfeltrester von Jägern verwendet, um Wild nach behördlicher Anordnung in Notzeiten zu füttern oder anzukirren. In der Imkerei wird getrockneter Apfeltrester in einem sogenannten Smoker verbrannt, so dass die Bienen bei der Arbeit an den Völkern „beruhigt“ werden.  
Durch Aussäen von Apfeltrestern kann auf einfache Art Wildobst selbst herangezogen werden. Dazu müssen frische Trester von vollreifen Äpfeln in ein Gartenbeet flach eingearbeitet und unkrautfrei gehalten werden. Auf diese Weise entstehen im darauffolgenden Frühjahr Sämlinge.  
Apfeltrester werden auch zur Gewinnung von Pektin, einem gelierfördernden Stoff, genutzt (siehe auch Opekta). Zudem wird an einer Nutzung des Apfeltresters durch enzymatische Hydrolyse und Weiterverarbeitung der entstehenden Rohstoffe geforscht. 